# HD345266
HD345266 — хімічно пекулярна зоря спектрального класу
B7 й має видиму зоряну величину в смузі V приблизно 10,1.

## Пекулярний хімічний склад
Зоряна атмосфера HD345266 має підвищений вміст 
Si
.